# Резник, Юрий Михайлович
Ю́рий Миха́йлович Ре́зник (род. 19 ноября 1959, Каменка, Запорожская область) — российский философ

, социолог и культуролог, доктор философских наук, профессор, главный редактор журнала «Вестник РФО» (Москва). Главный научный сотрудник, руководитель Центра философских коммуникаций Института философии РАН. Вице-президент Российского философского общества.

## Биография
В 1987 году окончил философский факультет МГУ им. М. В. Ломоносова по специальности «философия».
В 1990 году окончил аспирантуру МГУ, защитил кандидатскую диссертацию по социологии.
В 1998 году защитил докторскую диссертацию по философии «Гражданское общество как социокультурный феномен (теоретико-методологическое исследование)».
С 2012 по 2018 год — заведующий кафедрой философии Института общественных наук Российской академии народного хозяйства и государственной службы при Президенте РФ.
Член Российского философского общества, Российского общества социологов, Российской ассоциации политической науки. Член Союза писателей Москвы. Создатель и директор «Независимого института гражданского общества».

## Научная деятельность
Специалист в области философской антропологии, общей социальной теории, теории гражданского общества, личности и культуры. Разработал концепцию российского гражданского общества, указав на его общие и особенные черты в сравнении с гражданским обществом западного типа. По своим научным взглядам близок к экзистенциализму.
Автор более 250 научных работ, в том числе восьми монографий и десяти учебных пособий. Является автором глав в учебниках по философии, политологии и социологии, изданных в середине 1990-х — 2000-х годах.

### Некоторые публикации
1. Белик А. А., Резник Ю. М. Социокультурная антропология (историко-теоретическое введение). Учебное пособие. — М.: Издательство МГСУ «Союз», 1998. — 320 с.
2. Резник Ю. М. Введение в социальную теорию. Социальная онтология. Пособие. — М.: Институт востоковедения РАН, 1999. — 514 с.
3. Резник Ю. М. Введение в социальную теорию. Социальная эпистемология. Пособие. — М: Институт востоковедения РАН, 1999. — 327 с.
4. Резник Ю. М. Введение в социальную теорию: Социальная системология / Ю. М. Резник; Ин-т человека. — М.: Наука, 2003. — 525 с.
5. Костюченко Л. Г., Резник Ю. М. Введение в теорию личности: социокультурный подход: Учебное пособие для вузов. М.: Независимый институт гражданского общества, 2003. — 272 с.
6. Резник Ю. М. Гражданское общество как феномен цивилизации. Часть 1. Идея гражданского общества в социальной мысли. M.: Издательство «СОЮЗ», 1993. — 167 с.
7. Резник Ю. М. Гражданское общество как феномен цивилизации. Часть II. Теоретико-методологические аспекты исследования. — M.: Изд-во МГСУ «Союз», 1998. — 560 с.
8. Резник Ю. М., Смирнов Е. А. Жизненные стратегии личности (опыт комплексного анализа). — М.: Институт человека РАН, Независимый институт гражданского общества, 2002. — 260 с.
9. Резник Ю. М. Феноменология человека: бытие возможного. — М.: Канон+; Реабилитация, 2016. — 632 с.
10. Резник Ю. М. Мир человека (событийный подход). — М.: ИФ РАН, 2018. — 103 с.